# Флаг Синт-Мартена
Флаг Синт-Мартена — флаг самоуправляемого государства со значительной автономией (status aparte) в составе Королевства Нидерландов. Флаг был утверждён 13 июня 1985 года как региональный флаг нидерландской части острова Сент-Мартин, который являлся частью Нидерландских Антильских островов Королевства Нидерландов до 10 октября 2010 года.
Флаг Синт-Мартена похож на флаг Филиппин используемый в военное время, правда в нём в белом треугольнике расположен герб Синт-Мартена. Цвета флага подчёркивают исторические и политические связи с Нидерландами.